# Friedrich Ernst Fesca
Friedrich Ernst Fesca (ur. 15 lutego 1789 w Magdeburgu, zm. 24 maja 1826 w Karlsruhe) – niemiecki kompozytor i skrzypek okresu wczesnego romantyzmu.

## Życiorys
Jego rodzina przypuszczalnie pochodziła z Włoch. Studia muzyczne odbył w Magdeburgu u Johanna Friedricha Zachariaego (teoria) i Friedricha Adolpha Pitterlina (kompozycja) oraz w Lipsku u Augusta Eberharda Müllera (teoria) i Heinricha Augusta Matthäia (skrzypce). Po raz pierwszy wystąpił publicznie jako skrzypek w wieku 11 lat. Od 1805 do 1806 roku był członkiem lipskiej Gewandhausorchester. Był skrzypkiem w kapeli dworskiej w Oldenburgu (1806–1808) oraz na dworze króla Hieronima Bonaparte w Kassel (1808–1813). W 1814 roku otrzymał posadę nadwornego skrzypka w kapeli książęcej w Karlsruhe, od 1815 roku był jej koncertmistrzem. Od 1821 roku chorował na gruźlicę, która była przyczyną jego śmierci.
Skomponował m.in. 3 symfonie, Koncert skrzypcowy e-moll, 19 kwartetów smyczkowych, 4 kwartety fletowe, Kwintet fletowy oraz dwie opery: Cantemire (wyst. Karlsruhe 1820) oraz Omar und Leila (wyst. Karlsruhe 1824).
Jego synem był kompozytor i pianista Alexander Ernst Fesca (1820–1849).